# Mr. Meek's Nighmare
Mr. Meek's Nighmare è un cortometraggio muto del 1914 diretto da Hay Plumb.

## Trama
Mr. Meek fa dei sogni tormentati.

## Produzione
Il film fu prodotto dalla Hepworth.

## Distribuzione
Distribuito dalla Hepworth, il film - un cortometraggio di 137 metri - uscì nelle sale cinematografiche britanniche nel novembre 1914.
Fu distrutto nel 1924 dallo stesso produttore, Cecil M. Hepworth. Fallito, in gravissime difficoltà finanziarie, Hepworth pensò in questo modo di poter almeno recuperare il nitrato d'argento della pellicola.